# Cap Anamur/Deutsche Not-Ärzte

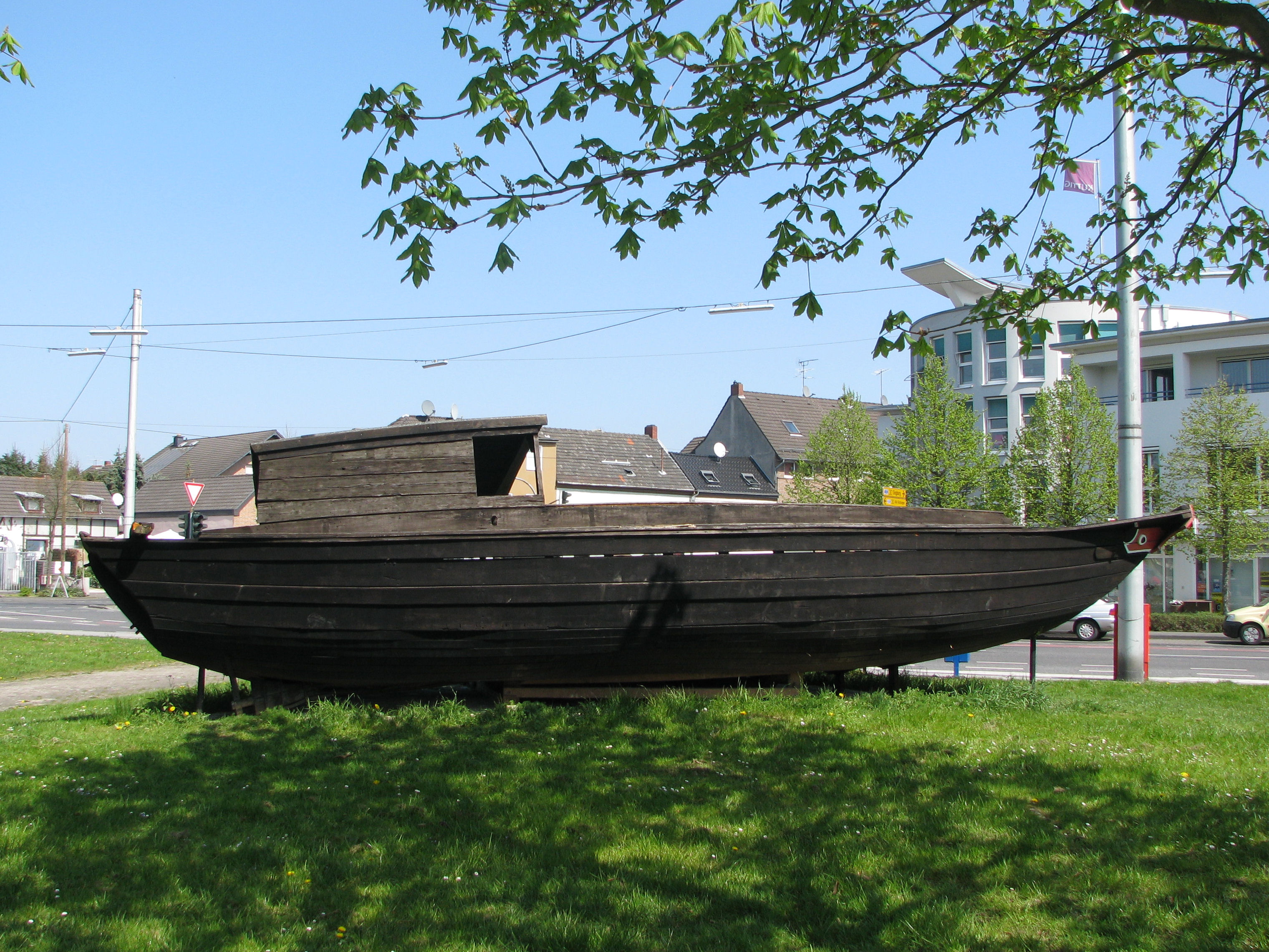
Fluchtboot, das Ende April 1984 von der Cap Anamur im südchinesischen Meer aufgefunden wurde. Heute steht es als Denkmal in Troisdorf

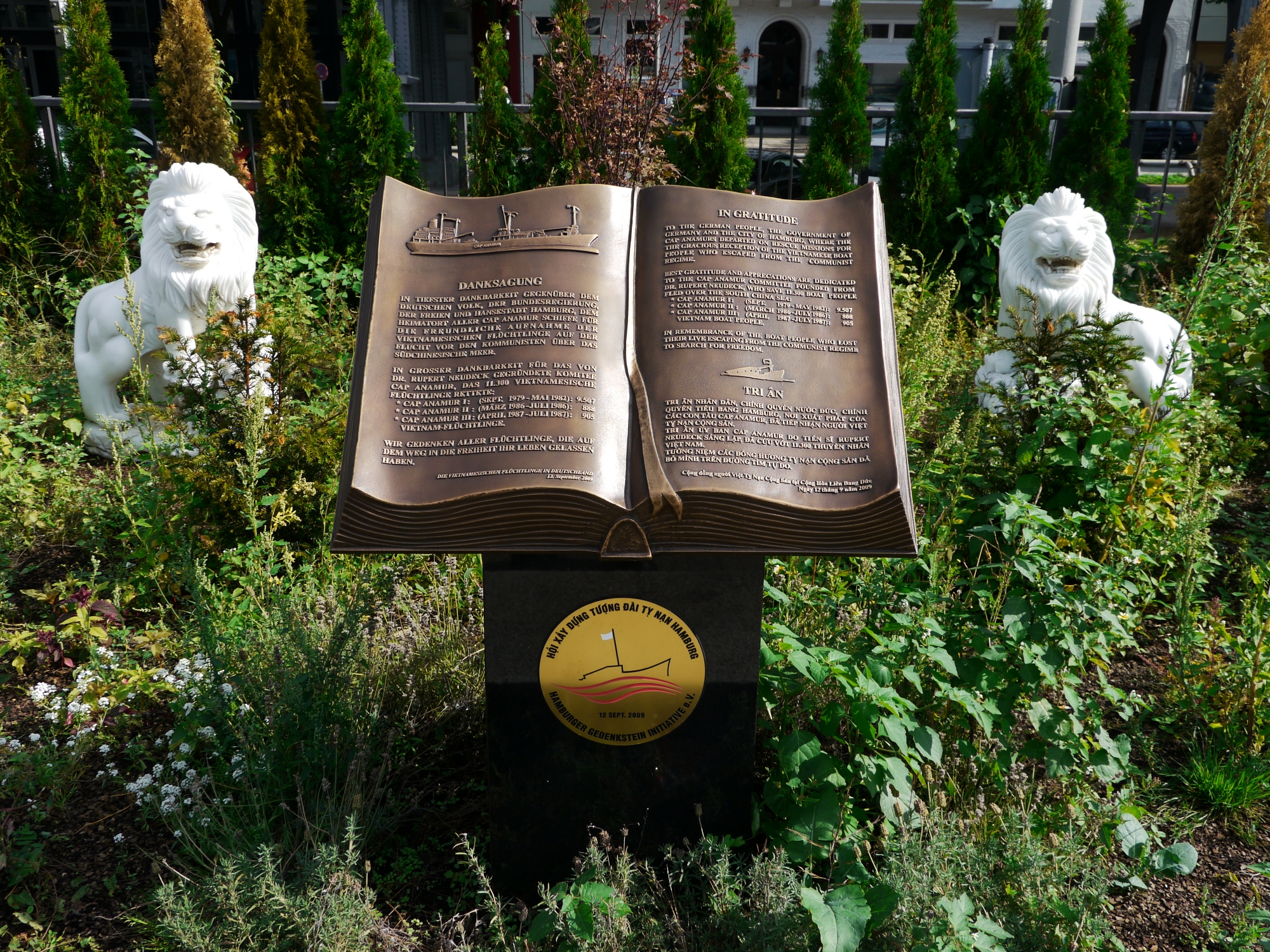
Gedenkstein in Hamburg mit Danksagung der vietnamesischen Flüchtlinge

Cap Anamur / Deutsche Not-Ärzte e. V. ist eine deutsche humanitäre Hilfsorganisation mit Sitz in Köln. Rupert Neudeck gründete den Verein 1979 mit seiner Frau Christel sowie einigen Unterstützern zur Rettung der vietnamesischen Flüchtlinge im Südchinesischen Meer, der sogenannten Boatpeople. Heute leistet der Verein medizinische Versorgung in vielen Ländern. Im Zentrum der durch private Spenden finanzierten Projekte steht zudem die Weiterbildung des medizinischen Personals vor Ort sowie Baumaßnahmen zur Instandsetzung medizinischer Einrichtungen und Schulen.

## Organisation

### Struktur
Die Mitgliederversammlung ist das höchste Organ des Vereins. Eine ordentliche Mitgliederversammlung findet mindestens einmal jährlich statt. In ihren Aufgabenbereich fallen die Entlastung und die Wahl des Vorstands, das Fassen von Beschlüssen über Satzungsänderungen sowie die Auflösung des Vereins und Festlegen der Rahmenbedingungen und Vergütung des Vorstands.
Der Vorstand, bestehend aus Volker Rath, Werner Höfner und Boris Dieckow, ist für alle Angelegenheiten des Vereins zuständig, soweit diese nicht in den Aufgabenbereich der Mitgliederversammlung fallen und agiert ehrenamtlich. Der Vorstand ist verantwortlich für die Umsetzung der Satzung und der satzungsgemäßen Verwendung von Spendengeldern. Rechtsverbindlich vertreten wird der Verein nach § 26 des BGB gemeinsam von zwei Vorstandsmitgliedern. Die Mitglieder des Vorstands werden einzeln für eine Amtszeit von zwei Jahren gewählt.
In der Geschäftsstelle sind sechs hauptamtliche Mitarbeiter beschäftigt, davon sind zwei in Teilzeit tätig. Die Geschäftsstelle in Köln ist sowohl für die Verwaltung als auch für die Projektkoordination in den Einsatzgebieten zuständig.

### Grundsätze
In dreizehn Grundsätzen hat sich die Organisation auf eine professionelle Hilfe nach den heutigen Standards von Nichtregierungsorganisationen verpflichtet. Hierzu zählen eine schnelle und unbürokratische Hilfe, die Stärkung der Eigeninitiative von Menschen vor Ort sowie die Hilfe für Menschen ungeachtet ihrer ethnischen, religiösen und politischen Zugehörigkeit.

### Finanzierung
Cap Anamur finanziert die Einsätze überwiegend aus privaten Spenden. Während der Ebolafieber-Epidemie 2014 beantragte die Hilfsorganisation erstmals eine Projektunterstützung der Deutschen Gesellschaft für Internationale Zusammenarbeit (GIZ) für den Bau einer Isolierstation und wurde mit rund 231.000 Euro bezuschusst. Im Jahr 2015 erhielt sie rund 138.000 Euro Zuschüsse von der GIZ.
2020 betrugen die Gesamtausgaben 3,48 Millionen Euro bei Gesamteinnahmen in Höhe von 4,09 Millionen Euro, davon rund 88 % Spenden. Rund 93 % der Ausgaben gingen in Form von Hilfsgütern, Baumaterial und Personal an die Projekte, 4 % fielen für Öffentlichkeitsarbeit und rund 3 % als Verwaltungskosten an.

### Verein

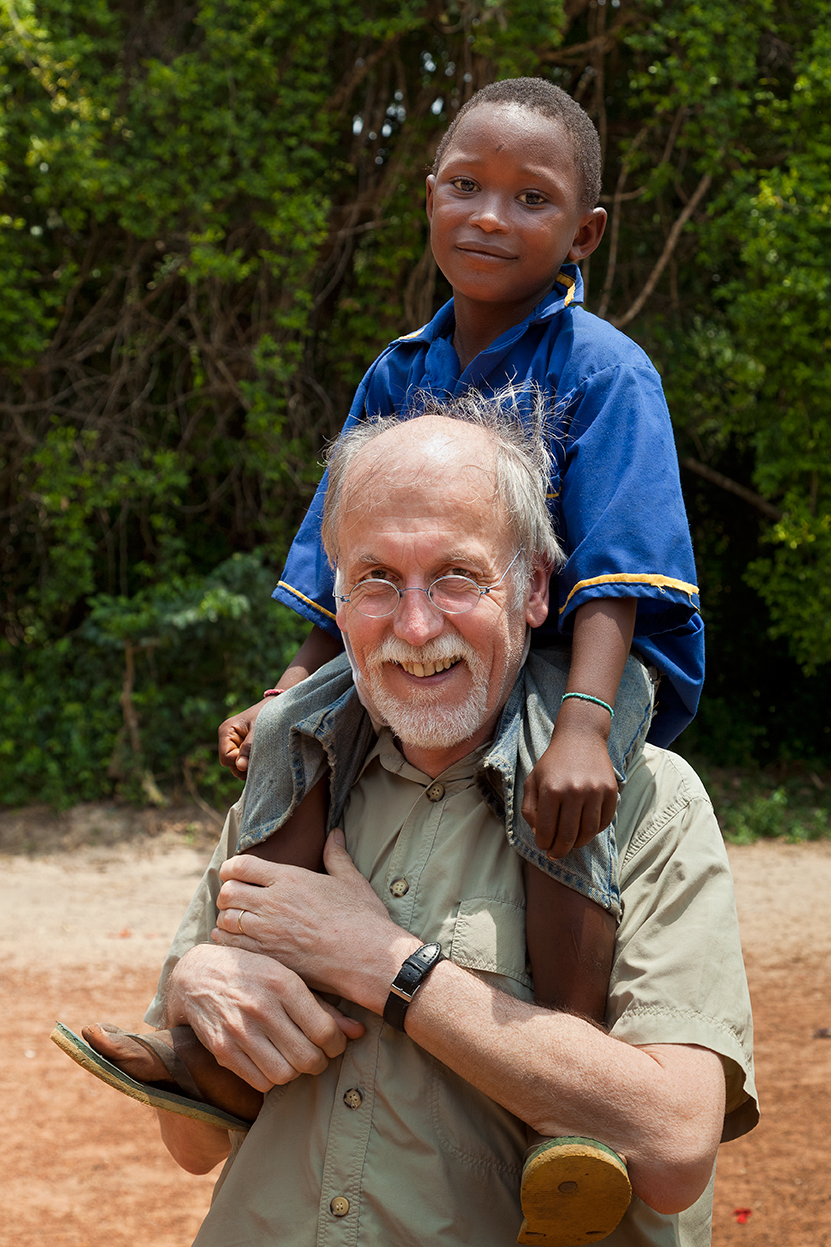
Werner Strahl, Vorstandsvorsitzender (von 2011 bis 2020)

Cap Anamur/Deutsche Not-Ärzte ist ein beim Amtsgericht Köln eingetragener gemeinnütziger Verein. Nachdem sich Rupert Neudeck aus dem Vorstand zurückgezogen hatte, wurde im Dezember 2002 Elias Bierdel neuer Vorsitzender, der 2004 wegen einer politisch umstrittenen Rettungsaktion in Italien nicht wiedergewählt wurde. Im Oktober 2004 wurde er von Edith Fischnaller als Vorsitzende abgelöst. Von September 2012 bis Ende August 2020 hatte der Essener Kinderarzt Werner Strahl das Amt ausgeübt. Sein Engagement wurde im Dezember 2016 mit dem Verdienstorden der Bundesrepublik Deutschland (Verdienstkreuz 1. Klasse) geehrt. Seit Ende August 2020 ist Volker Rath Vereinsvorsitzender. Die Organisation besitzt das DZI Spenden-Siegel. Diese stuft die Ausgaben für Verwaltung und Werbung als niedrig ein. Der Verein ist Unterzeichner der Initiative Transparente Zivilgesellschaft.

## Geschichte

### Gründung
Der Verein entstand 1979 aus dem Hilfskomitee Ein Schiff für Vietnam. Als 1976 Vietnam unter kommunistischer Herrschaft wiedervereinigt wurde, wurden Menschen, die zuvor die Republik Vietnam unterstützt hatten, in sogenannte Neue Ökonomische Zonen (Umerziehungslager) geschickt. 2,5 Millionen Menschen wurden eingesperrt. Die Flucht in Nachbarländer Laos, Kambodscha oder China war aus politischer Sicht keine Option, weswegen 1,6 Millionen Vietnamesen versuchten über das Südchinesische Meer ins Ausland zu fliehen. Jedoch fanden 250.000 Vietnamesen wegen des schlechten Zustandes der Boote, Piratenangriffen, Monsun-Winden sowie Nahrungs- und Wasserknappheit den Tod. Rupert Neudeck und Christel Neudeck sowie einige ihrer Freunde, darunter der Schriftsteller Heinrich Böll, charterten das Frachtschiff Cap Anamur, welches später namensgebend für den Verein wurde, das sie mit Hilfe einer nationalen Spendenaktion zu einem Hospitalschiff umfunktionierten. Am 13. August 1979 kam die Cap Anamur mit einem Team aus freiwilligen Helfern inklusive Technikern im Südchinesischen Meer an. Bis 1982 wurden 9.500 Flüchtlinge gerettet und über 35.000 an Bord medizinisch versorgt. Der Aktionskreis wurde zeitgleich vom regional begrenzten Einsatz auf dauerhafte, internationale Projekte ausgeweitet.

### Einsätze an Land
Nach der Rettung der vietnamesischen Flüchtlinge verkaufte die Organisation das umgebaute Hospitalschiff und richtete ihren Fokus stattdessen auf Krisen an Land. Im Fokus stehen dabei die medizinische Versorgung, die Weiterbildung des lokalen Personals und der Bau und die Instandsetzung von medizinischen Einrichtungen und Schulen. Das Konzept von Cap Anamur stellt auf nachhaltig wirksame Hilfe in Krisenregionen ab (Hilfe zur Selbsthilfe). Die einheimische Bevölkerung wird weitgehend in die Einsätze einbezogen. Nach Rückzug der deutschen Mitarbeiter werden die Projekte von den ortsansässigen Mitarbeitern selbst weitergeführt. Bis Juni 2022 war der Verein in 62 Ländern vertreten.

### Einsatzländer
Aktuelle Einsatzländer sind mit Stand Juni 2022:
- Afghanistan
- Bangladesch
- Libanon
- Sierra Leone
- Sudan
- Ukraine
- Zentralafrikanische Republik